# 荆州地区
荆州地区，中华人民共和国湖北省已撤销的地区，在今湖北省中南部。1970年置，地区行政公署驻江陵县。辖江陵、荆门、公安、松滋、潜江、钟祥、天门、京山、沔阳9县。

## 历史沿革
- 1953年，由公安、松滋、石首3县析置荆江县。1955年，撤销荆江县，并入公安县；原由省直辖的沙市市划入荆州专区。辖1市、9县。
- 1960年，以江陵县的沙洋镇设立沙洋市。1961年，撤销沙洋市，并入荆门县。专区辖1市、9县。
- 1970年，撤销荆州专区，改置荆州地区。
- 1994年9月29日，中国国务院批准撤销荆州地区、沙市市、江陵县，设立荆沙市（地级）。1996年11月20日，国务院批准将荆沙市更名为荆州市。